# 杰夫·赫斯克特
杰夫·赫斯克特（英語：Geoff Heskett，1929年8月3日—2023年2月5日），澳大利亚男子篮球运动员。他曾随国家队参加了1956年夏季奥林匹克运动会男子篮球比赛，最终队伍获得第十二名。